# 7 giorni a Entebbe
7 giorni a Entebbe (Entebbe, noto anche con il titolo 7 Days in Entebbe), è un film del 2018 diretto da José Padilha.
La pellicola narra del dirottamento di un aereo Air France avvenuto nel 1976. La vicenda fu poi risolta grazie all'operazione Entebbe.

## Trama
Il 27 giugno 1976, all'aeroporto di Atene sul volo 139 dell'Air France proveniente da Tel Aviv e diretto a Parigi si imbarcano separatamente, confusi tra gli altri viaggiatori, due palestinesi e due tedeschi occidentali, Wilfried Böse e Brigitte Kuhlmann. Quando l'aereo prende quota i quattro, armati di pistole e bombe a mano, prendono il controllo, costringono il pilota a dirottare per Bengasi e ritirano i passaporti dei passeggeri.
Nel frattempo, a Tel Aviv è in corso una riunione del governo israeliano in cui si discute del bilancio statale: il ministro Shimon Peres chiede un aumento dello stanziamento per la difesa, osteggiato da chi ritiene che si debbano invece aumentare i fondi per scuola e sanità. Il primo ministro Yitzhak Rabin, informato del dirottamento, ne dà notizia e scioglie la seduta.
Giunto in Libia, l'aereo viene rifornito di carburante sufficiente per un volo di cinque ore. Durante la sosta una passeggera britannica, riuscendo a simulare un aborto spontaneo, viene fatta sbarcare e in seguito rivela alle autorità del suo paese il numero e la provenienza dei dirottatori.
L'aereo riparte per l'Uganda, dove in precedenza il capo palestinese Wadie Haddad aveva stretto accordi con il presidente Idi Amin Dada, ed atterra a Entebbe atteso da altri tre combattenti palestinesi. Quando gli ostaggi vengono fatti sbarcare, sono condotti in un vecchio terminal fatiscente e trovano ad accoglierli lo stesso Idi Amin con moglie e figlio che si presenta come un salvatore e dà loro il benvenuto.
Tedeschi e palestinesi paiono agire di comune intesa ma, in realtà, mostrano diverse motivazioni e sensibilità. Mentre i tedeschi, sono membri delle Cellule Rivoluzionarie, nate subito dopo la RAF, imbevuti di ideologia antimperialista e che si preoccupano di non mostrarsi troppo duri con gli ebrei per evitare ogni possibile paragone con i nazisti, i palestinesi sono combattenti agguerriti animati da spirito di patria e di rivalsa nei confronti degli israeliani o addirittura sete di vendetta.
Inoltre, se sull'aereo Böse aveva avuto un ruolo preminente, allo sbarco il controllo dell'operazione viene preso da Haddad e dai suoi che, con disappunto dei tedeschi, arriveranno a segregare i cittadini israeliani in uno stanzone a parte.
Intanto, a Tel Aviv, Rabin e Peres discutono sulle implicazioni politiche ed internazionali, sulla possibilità di un attacco militare per liberare gli ostaggi, sull'opportunità di negoziare ed eventualmente accettare uno scambio di prigionieri e sulle reciproche responsabilità. Peres insiste per un'azione di forza ma, conclude Rabin: «Un giorno dovremo cercare la pace, non si può sempre essere in guerra».
Peres viene comunque incaricato di presentare un piano di intervento e, mentre l'intelligence dell'esercito studia lo scenario e l'azione tattica, fa mettere in stato di allerta le forze speciali.
Viene contattato il dittatore ugandese che, nell’esporre la situazione esasperandola, dice di non vedere altra possibilità per la liberazione degli ostaggi se non scarcerando i palestinesi reclusi per terrorismo e facendoli poi giungere ad Entebbe. Avendo escluso ogni altra soluzione, la collusione di Idi Amin con i terroristi diventa palese. Di fronte alla minaccia di uccidere due ostaggi ogni ventiquattr'ore, i parenti degli ostaggi invocano il negoziato e alla fine Rabin cede e annunzia che il governo è disposto a trattare. Questo dà modo di ottenere un rinvio dell'ultimatum dei terroristi fino al 4 luglio e di testare il piano d'attacco dei reparti speciali.
Nel mentre ad Entebbe sono stati liberati gran parte degli ostaggi che poi vengono rimpatriati; nelle mani dei terroristi rimangono però oltre cento persone: tutti quelli con passaporto israeliano e i membri dell'intero equipaggio francese che, volontariamente, hanno scelto di restare.
La sera del 3 luglio quattro aerei da trasporto israeliani C-130, su disposizione di Rabin, decollano trasportando i reparti armati e i mezzi per l'attacco a sorpresa, pronti alla missione nel caso di voto favorevole del gabinetto di crisi. Avuto il via libera, procedono verso Entebbe volando a bassa quota per sfuggire ai radar. Rabin, intanto, prepara una lettera di dimissioni da presentare in caso di esito nefasto. Una volta atterrati, viene sbarcata una limousine Mercedes nera con le insegne di Idi Amin, seguita dai mezzi dei reparti speciali, che possono così arrivare nelle vicinanze del vecchio terminal dove si trovano gli ostaggi. Quando i soldati ugandesi di guardia all’esterno dell'edificio reagiscono e cominciano a sparare, colpiscono a morte il comandante israeliano Yoni Netanyahu che guidava l'assalto alla testa dei suoi uomini, ma vengono eliminati dal fuoco dei commando che poi penetrano nell'edificio e uccidono i due tedeschi e i cinque palestinesi.
Gli ostaggi vengono immediatamente evacuati dall'edificio e fatti salire a bordo degli aerei. Nonostante il pesante bilancio dei morti, tra cui quattro ostaggi, la missione è un successo. Peres si congratula con Rabin e dice: «Abbiamo salvato cento vite, dobbiamo andarne fieri». Rabin risponde: «Ma se non sapremo negoziare, Shimon, questa guerra non finirà mai».

## Produzione
L'11 febbraio 2016 venne annunciato che José Padilha avrebbe diretto 7 giorni a Entebbe da una sceneggiatura di Gregory Burke. Il 29 luglio 2016 Rosamund Pike, Daniel Brühl e Vincent Cassel vennero scelti per interpretare i ruoli principali nel film. Alla fine però Cassel non prese parte al film.
Le riprese del film iniziarono il 14 novembre 2016 a Malta e la produzione ha avuto luogo anche nel Regno Unito. Durante le riprese, un aereo è atterrato all'Aeroporto Internazionale di Malta a seguito di un vero dirottamento e le scene dei passeggeri che escono dall'aereo dopo che i negoziati sono andati a buon fine sono state utilizzate nel film.

## Colonna sonora
Tutte le tracce sono state prodotte e composte da Rodrigo Amarante.
1. Looking Back – 1:47
2. Boarding – 1:23
3. Strategy – 1:51
4. Ms. Martel Escapes – 2:14
5. A Purpose – 2:58
6. Innocence Lost – 1:50
7. Passports – 1:07
8. Arriving in Entebbe – 3:09
9. Reasons – 1:33
10. Cabinet – 1:38
11. A Light – 0:53
12. Prime Minister and the News – 1:23
13. Silence – 2:10
14. Close Enemies – 1:41
15. The Last Hour – 2:09
16. Operation Begins – 2:28
17. Low Altitude – 2:33
18. Aftermath – 2:47
19. 0515 Beginning 2 Skl (Last Work) – 7:53 – by Grischa Lichtenberger
20. Chair Dance (Echad Mi Yodeah) – 6:40 – by The Tractor's Revenge & Ohad Naharin

Durata totale: 50:07

## Distribuzione
La pellicola è stata presentata in concorso alla 68ª edizione del Festival di Berlino nel febbraio 2018, ed è stata distribuita nelle sale cinematografiche statunitensi a partire dal 16 marzo 2018 e in quelle britanniche dall'11 maggio 2018.

### Promozione
Il primo trailer del film viene diffuso il 7 dicembre 2017, usando la canzone del 1971 I'd Love to Change the World della band Ten Years After.

### Divieti
Negli Stati Uniti il film è stato vietato ai minori di 13 anni per la presenza di "violenza, uso di droghe, linguaggio non adatto".

## Accoglienza

### Critica
Sul sito web Rotten Tomatoes, il film detiene una valutazione del 24% sulla base di 119 recensioni e una valutazione media di 4,9/10. Il consenso critico del sito web recita: "7 giorni a Entebbe ha una storia degna di essere raccontata, ma perde di vista i suoi elementi più avvincenti in una monotona drammatizzazione di avvincenti eventi realmente accaduti." Su Metacritic, il film ha un punteggio medio ponderato di 49 su 100, basato su 29 critiche.
Liel Leibovitz di Tablet ha criticato la minimizzazione della violenza da parte del film, come il fatto che il raid finale sia stato "esasperantemente girato al rallentatore ed incrociato con uno spettacolo di danza moderna", scrivendo che la mancanza di violenza elimina la possibilità di "catarsi" e rende il film una "dichiarazione vacua ed insulsa". Diversamente David Ehrlich di IndieWire ha considerato il balletto "un ottimo esempio della forza che manca al resto il film" anche se poi critica la presenza di una trama secondaria inventata ad hoc (la storia tra Sarah, una delle ballerine della compagnia di danza, e il suo ragazzo dell'IDF).

## Espedienti narrativi
La coreografia eseguita dalla Batsheva Dance Company sulla composizione Chair Dance, una versione moderna della tradizionale canzone ebraica Echad mi yodea (Chi sapesse chi intendesse), è la metafora di una ortodossia estrema che non risolve i problemi ed è stata voluta dal regista per mostrare la capacità di autocritica degli israeliani.
Per giustificare l’esecuzione della danza all'inizio, durante e verso la conclusione del film, nella trama è stato introdotta la storia tra Sarah e Zeev Hirsh. Sarah è la ballerina a cui è affidato il ruolo principale della coreografia, quello della persona che non riesce a liberarsi del suo abito; Zeev è il soldato che, mentre la compagna si esibisce in un teatro in Israele, rischia la vita ad Entebbe perché, come le ha detto prima di partire in missione, in patria lei abbia la libertà di ballare.

## Accuratezza storica
Il film mostra la morte di Yonatan Netanyahu nel raid all'aeroporto molto prima di quanto essa sia avvenuta secondo quanto riportato nella versione degli eventi della famiglia Netanyahu. Il regista Padilha ha affermato che nel rappresentare la morte di Netanyahu si è basato sulle dichiarazioni dei partecipanti al raid.